# Костанян, Костан Артаваздович
Костан Артаваздович Костанян (арм. Կոստան Արտավազդի Կոստանյան; 1926—2007) — советский и армянский химик-технолог, специалист в области физической химии, доктор технических наук, профессор, член-корреспондент АН АрмССР (1977), действительный член АН Армении (1996).

## Биография
Родился 1 сентября 1926 года в Эривани, Армянской ССР.
С 1943 по 1948 год обучался в Ереванском политехническом институте, который окончил с отличием.
С 1948 по 2007 год на научно-исследовательской работе в Институте общей и неорганической химии имени  М. Г. Манвеляна АН АрмССР — АН Армении в должностях научный сотрудник, старший научный сотрудник и ведущий научный сотрудник, с 1987 года — заведующий научно-исследовательской  лаборатории.
Одновременно с научной занимался педагогической работой в Ереванском политехническом институте в качестве преподавателя, профессора, с 1986 по 1992 год — заведующий кафедрой силикатов, читал курс лекций по физической химии силикатов и химии кремния. С 1969 по 1986 год — директор Ереванского филиала НИИ электровакуумных стёкол.

### Научно-педагогическая деятельность и вклад в науку
Основная научно-педагогическая деятельность К. А. Костаняна была связана с вопросами в области технологии неорганических стёкол и физической химии. Занимался исследованиями в области основных закономерностей электропроводности стёкол, являлся разработчиком  электрических гарнисажных печей прямого и косвенного нагрева, которые были внедрены в производство. К. А. Костанян являлся инициатором создания и организатором Всесоюзных совещаний по электроварке стекла и Всесоюзных совещаний по электрическим свойствам и строению стёкол.
К. А. Костанян являлся — председателем секции и членом Президиума Всесоюзного химического общества имени Д. И. Менделеева, членом редакционной коллегии научных журналов «Физика и химия стекла», «Информационные технологии и управление» и «Химический журнал Армении».
В 1965 году защитил кандидатскую диссертацию по теме: «Исследование поляризации β-электронов в области малых энергий», в 1963 году защитил докторскую диссертацию на соискание учёной степени доктор технических наук по теме: «Исследование излучения электронов и позитронов высоких энергий в кристаллах и его использование в процессах фоторождения». В 1976 году ему присвоено учёное звание профессор. В 1977 году был избран член-корреспондентом АН АрмССР, в 1996 году — действительным членом НАН Армении. К. А. Костанян было написано более двухсот научных работ, в том числе монографий и научных статей опубликованы в ведущих научных журналах, под его руководством было подготовлено более тридцати кандидатов наук.

## Основные труды
- О структурных факторах, влияющих на электропроводность стекол / К. А. Костанян, Е. А. Ерзнкян. - Москва : [б. и.], 1969. (Доклад на V Всесоюзном совещании по стеклообразному состоянию)
- Роль вязкости при изучении электропроводности и плотности стекол системы KO-PbO-SiO / Р. С. Сарингюлян, К. А. Костанян. - Москва : [б. и.], 1969. (Доклад на V Всесоюзном совещании по стеклообразному состоянию)
- Электрические гарниссажные печи для стекловарения / Костанян К.А., Мелик-Ахназаров А.Ф., Сарингюлян Р.С. и др. - Ереван : Айастан, 1979. - 95 с.
- Керамические и стеклянные диэлектрики в электронной технике / К. А. Костанян, Х. О. Геворкян. - Ереван : Изд-во АН АрмССР, 1984. - 203 с[3]

## Награды и звания
- Орден «Знак Почета»